# 信越 (列車)
信越（しんえつ）は、かつて東日本旅客鉄道（JR東日本）が直江津駅と新潟駅の間を信越本線経由で運行していた快速列車である。
本項では新潟地区の着席通勤列車の沿革についても記述する。

## 概要
かつて信越本線では着席通勤列車として朝時間帯に下りの「おはよう信越」、夜時間帯に上りの「らくらくトレイン信越」が各1本設定されていた。前者は座席指定制、後者は座席定員制であった。これらを座席指定制に統一して列車名を統合したのが本列車である。2021年に運行を開始し、翌2022年のダイヤ改正で廃止となった。
JRで座席管理を行う列車としては、JR東日本で唯一の全車指定席の定期快速列車となっていた。

## 運行概況
設定された約1年間、朝に下り1本・夜に上り1本が直江津駅 - 新潟駅間で運行された。停車駅は愛称なしの快速列車よりも少なく、特急「しらゆき」とほぼ同等にまで絞り込まれていた。
全車指定席で、定期乗車券と指定席券での乗車が可能だった。

### 停車駅
直江津駅 - 柿崎駅 - 柏崎駅 - 来迎寺駅 - 長岡駅 - 見附駅 -（三条駅）- 東三条駅 - 加茂駅 -（矢代田駅）- 新津駅 - 新潟駅
- 三条駅と矢代田駅は上りのみ停車。

### 使用車両・編成
新潟車両センター所属のE653系電車が使用された。1100番台の4両編成で、全車両が普通車指定席となっていた。

## 新潟地区着席通勤列車概説

### 信越本線方面の列車
| おはよう信越 |  | らくらくトレイン信越 |
| おはよう信越 |  | らくらくトレイン信越 |

信越本線の新潟都市圏沿線の着席通勤に対するニーズに応えるため、1994年（平成6年）12月3日のダイヤ改正で、新潟発長岡行きの通勤ライナー列車「らくらくライナー」として運行を開始した。1999年（平成11年）2月27日のダイヤ改正に伴い、首都圏地区のライナー列車に「ライナー券」が設定されたことから、乗車整理券を使用する本列車は「らくらくホームトレイン」に改称した。2004年（平成16年）3月13日のダイヤ改正で「らくらくトレイン村上」が運行を開始したのに伴い、「らくらくトレイン長岡」に改称した。
2012年（平成24年）3月17日のダイヤ改正で、大阪駅 - 新潟駅間の急行「きたぐに」が定期運行を終了したのに伴い、急行が担っていた上越地方・柏崎市と新潟市との早朝・深夜需要を補完する必要が生じ、「らくらくトレイン長岡」がその役割を発展的に引き継ぐ形で定期化され、直江津行きに延長・平日運転から毎日運転に変更された上で列車名を「らくらくトレイン信越」に改称した。また同時に直江津始発朝6時台の「おはよう信越」が設定されたが、こちらは乗車整理券制ではなく座席指定制であった。
2021年（令和3年）3月13日のダイヤ改正で「らくらくトレイン信越」の乗車整理券制を廃止して「おはよう信越」と同様の全車指定席列車に変更、「おはよう信越」とともに「信越」と改称された。停車駅はそれぞれの元列車のものを引き継いでいる。

#### 停車駅（信越本線着席列車）
新潟駅 - 新津駅 -（矢代田駅）- 加茂駅 - 東三条駅 -（三条駅）- 見附駅 - 長岡駅 - 来迎寺駅 - 柏崎駅 - 柿崎駅 - 直江津駅
- 矢代田駅と三条駅は「らくらくトレイン信越」のみ停車。

#### 使用車両・編成（信越本線着席列車）
運転開始当初は新潟車両センター所属の485系電車（6両編成）が運用されていた。主に特急「北越」や快速「くびき野」などに使用されていた3000番台（R編成）あるいは1000番台（T編成）が用いられ、専用のヘッドマークが用意されていた。「らくらくトレイン信越」1号車の半室グリーン車は全席普通車扱いのため、グリーン券がなくても整理券のみで乗車可能となっていた。また、「らくらくトレイン信越」の6号車は「レディースカー」で、首都圏の女性専用車両と同じ扱いとされていた。
2015年3月のダイヤ改正からは新潟車両センター所属のE653系電車の1100番台（4両編成）での運行に変更され、グリーン車やレディースカーの設定はなくなっている。

### 羽越本線方面の列車
白新線・羽越本線沿線の着席通勤に対するニーズの増加に伴い、2004年（平成16年）3月13日のダイヤ改正より新潟発村上行きで乗車整理券制の快速列車「らくらくトレイン村上」が運行を開始した。この改正で新潟止まりに短縮された夜行快速列車「ムーンライトえちご」の上り列車と、その送り込みを兼ねた快速列車の運用をほぼそのまま引き継いでいる。設定から廃止まで、下り1本のみが毎日運転されていた。
2021年3月のダイヤ改正で廃止され、羽越本線方面の列車はなくなった。
なお村上駅に到着後は折り返しで乗車整理券が不要な快速列車として新潟駅まで運転されており、乗り得列車として知られていた。停車駅は「らくらくトレイン村上」と同一である。

#### 停車駅（羽越本線着席列車）
新潟駅 - 豊栄駅 - 新発田駅 - 中条駅 - 坂町駅 - 村上駅

#### 使用車両・編成（羽越本線着席列車）
当初は「らくらくトレイン信越」と同様に新潟車両センター所属の485系電車（6両編成）のR編成またはT編成が用いられ、グリーン車の普通車扱いやレディースカーなども同じ車内構成とされていた。ここでも専用のヘッドマークが用意されていた。
2014年7月12日からは485系に代わって新潟車両センター所属のE653系電車の1000番台（7両編成）が使用されていた。この変更と同時にグリーン車の普通車扱いによる座席開放とレディースカーの設定は解消され、グリーン車は締め切り扱いとされた。

## 新潟地区着席通勤列車沿革
- 1994年（平成6年）12月3日：新潟発長岡行きの通勤ライナー列車として、快速「らくらくライナー」が誕生、5日から運行開始[3]。
- 1999年（平成11年）2月27日：「らくらくライナー」を「らくらくホームトレイン」に改称。

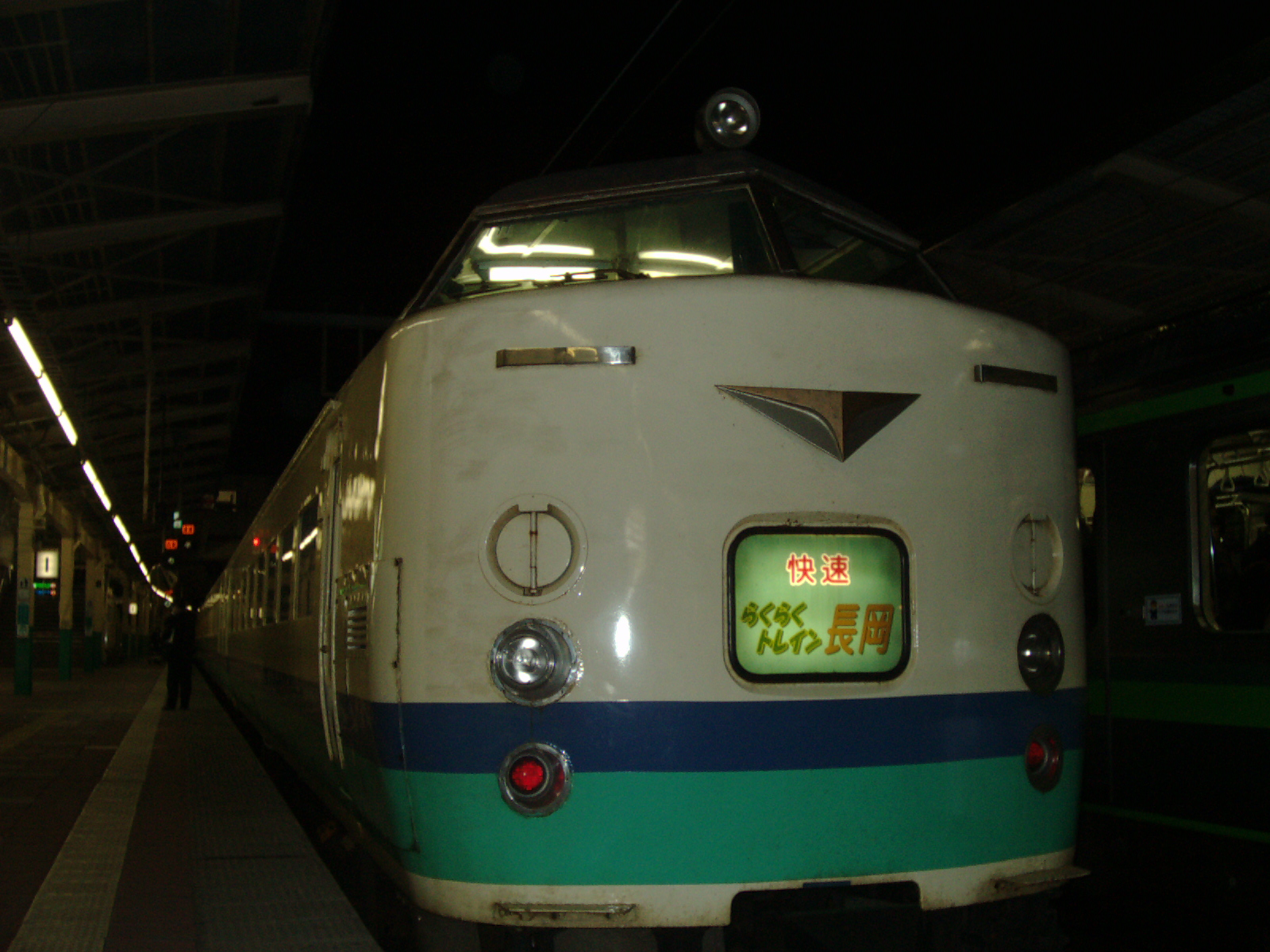
らくらくトレイン長岡

- 2004年（平成16年）3月13日：新潟発村上行きで快速「らくらくトレイン村上」が運行開始[1]。これに伴い「らくらくホームトレイン」を「らくらくトレイン長岡」に改称。同時に、乗車整理券の料金を310円から300円に値下げ。
- 2007年（平成19年）3月18日：ダイヤ改正に伴い、全列車全席禁煙となる。
- 2012年（平成24年）3月17日：「らくらくトレイン長岡」の行き先を直江津行きに延長し、「らくらくトレイン信越」に改称。また、直江津発新潟行きで全車指定席の快速「おはよう信越」が運行開始。
- 2014年（平成26年）
  - 4月1日：消費税増税に伴い、乗車整理券の料金を310円に値上げ。
  - 7月12日：「らくらくトレイン村上」の使用車両を485系電車（6両）からE653系電車（7両）に変更。同時にレディースカーの設定を廃止、グリーン車での客扱いを終了。
- 2015年（平成27年）3月14日：「らくらくトレイン信越」「おはよう信越」の使用車両を485系電車（6両）からE653系電車（4両）に変更。同時に「おはよう信越」のグリーン車、「らくらくトレイン信越」のレディースカーの設定を廃止。
- 2019年（令和元年）10月1日：消費税増税に伴い、乗車整理券の料金が320円に値上げ。
- 2021年（令和3年）3月13日：ダイヤ改定に伴い以下のように変更[4]。
  - 「おはよう信越」「らくらくトレイン信越」を全車座席指定制に統一し、「信越」に改称・統合。
  - 「らくらくトレイン村上」を廃止。
- 2022年（令和4年）3月12日：ダイヤ改正をもって「信越」を廃止し、長岡駅 - 直江津駅間はE129系使用の無料快速列車となる[5]。